# Lotto infinito
Lotto infinito è un album in studio del cantautore e musicista italiano Enzo Avitabile, pubblicato nel 2016.

## Tracce
1. Napoli nord
2. De-Profundis (feat. Giorgia)
3. Quando la felicità non la vedi, cercala dentro
4. Attraverso l'acqua (feat. Francesco De Gregori)
5. San Ghetto Martire (feat. Mannarino)
6. Bianca (feat. Renato Zero)
7. Amm"a amm"a (feat. Caparezza)
8. Abbi pietà di noi (feat. Angela & Marianna Fontana)
9. Comm' 'a 'na (feat. Daby Touré)
10. Jastemma d'ammore (feat. Pippo Delbono)
11. Nisciuno sape (feat. Elena Ledda & Paolo Fresu)
12. Lotto infinito (feat. Giovanna Marini)
13. Verità-sarà (feat. Hindi Zahra)
14. Addò so nato io (feat. Lello Arena)